# Galtarodes ragonoti
Galtarodes ragonoti är en fjärilsart som beskrevs av Paul Mabille 1880. Galtarodes ragonoti ingår i släktet Galtarodes och familjen björnspinnare. Inga underarter finns listade i Catalogue of Life.